# فیلتر (عکاسی)

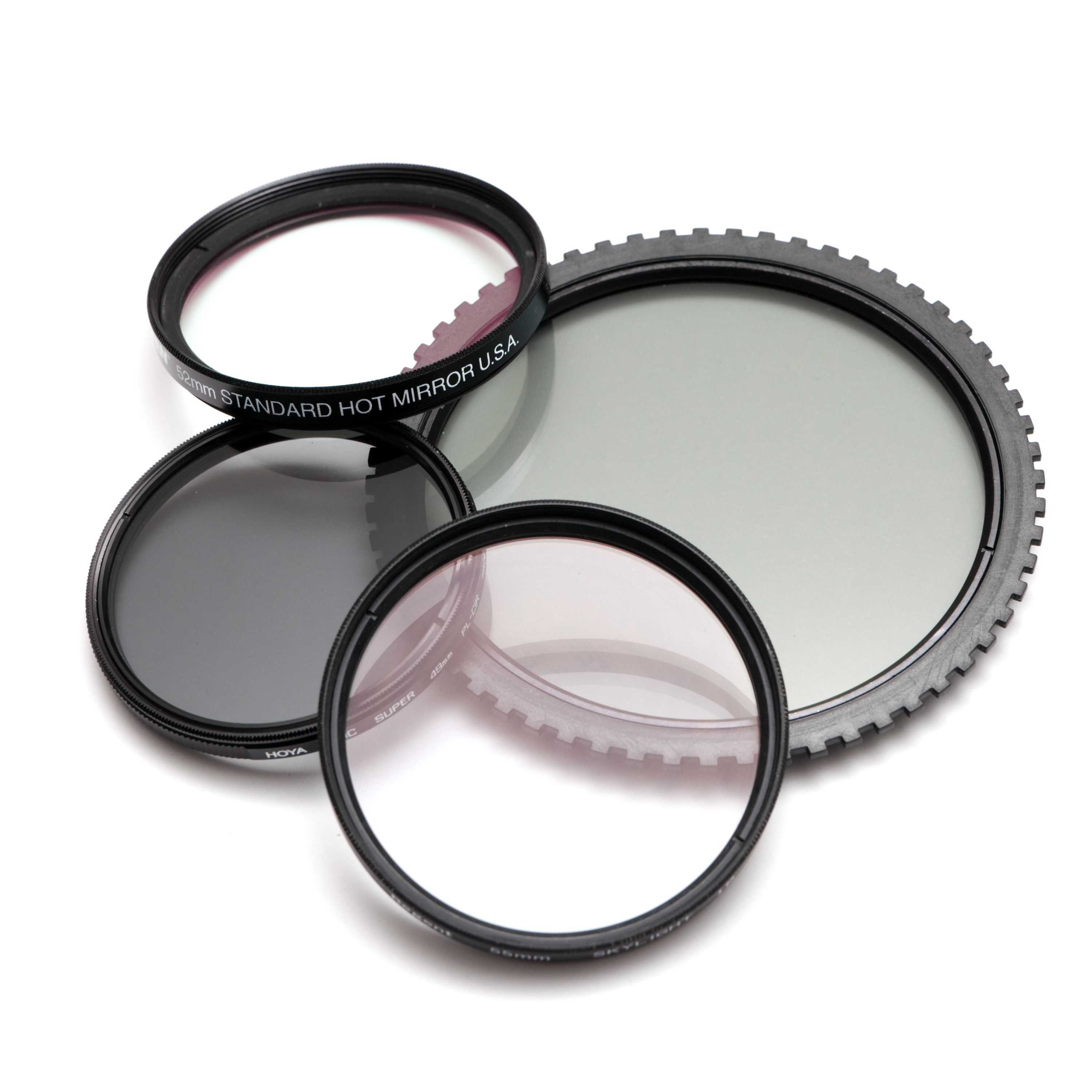
چهار نمونه فیلتر

فیلترها در عکاسی، صفحاتی از جنس شیشه، پلاستیک یا ژلاتین با قابی که می‌تواند از فلز، مقوا یا پلاستیک فشرده بوده و یا بدون قاب هستند که در مقابل لنز یا منبع نور قرار داده می‌شوند تا باعث تغییراتی در کیفیت یا کمیت نور می‌شوند. انتهای لنز دوربین‌های تک‌لنزی بازتابی و دوربین‌های شبیه تک‌لنزی بازتابی، رزوه است و می‌شود فیلتر را به آن پیچ نمود.

## انواع فیلتر

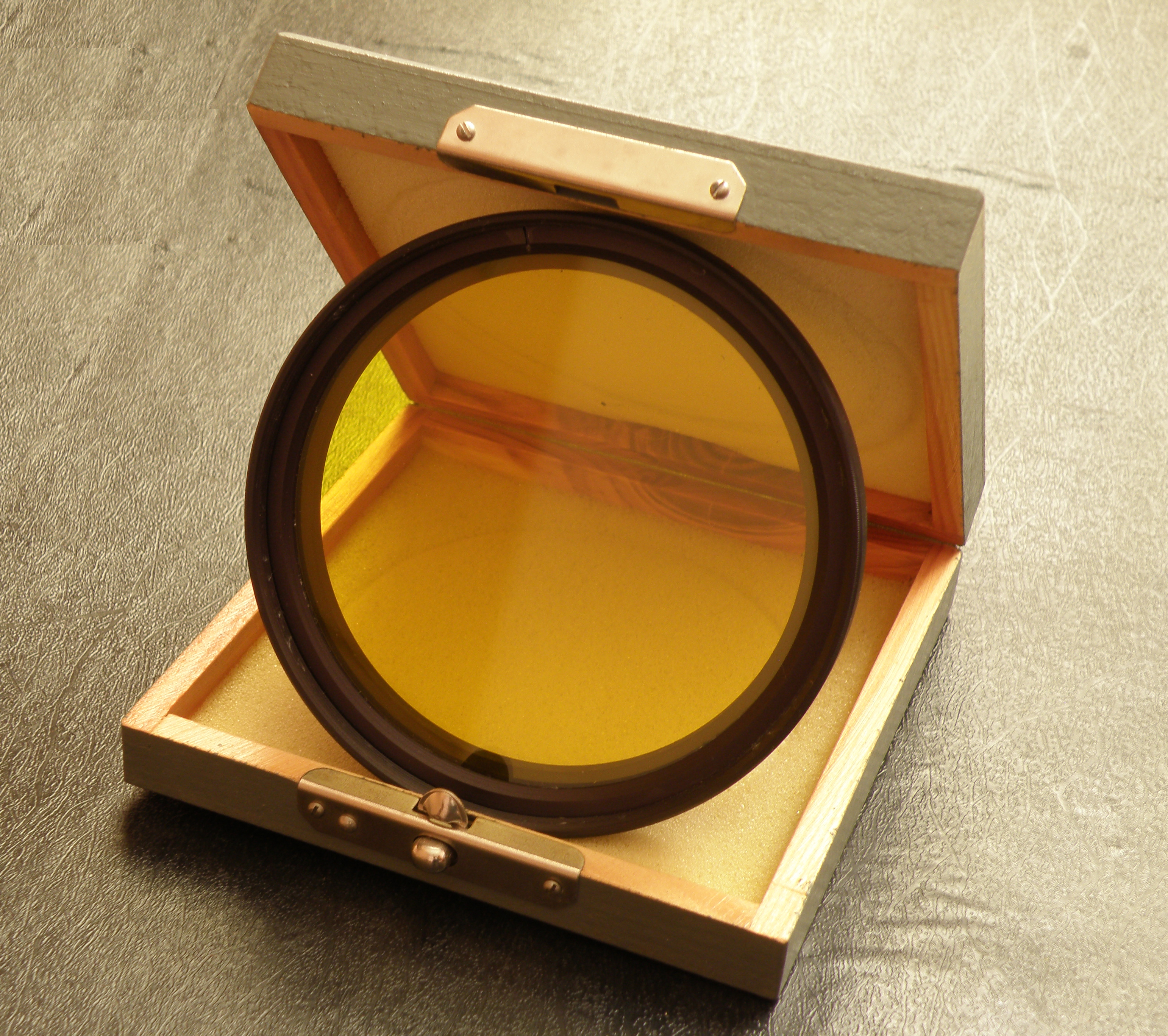
فیلتر زرد که در عکاسی سیاه و سفید کاربردهای فراوانی دارد و معمولاً برای تیره کرده رنگ آسمان و برجسته کردن ابرها بکار می‌رود.

فیلترها انواع و کاربردهای مختلفی دارند که به چند نمونه از آن‌ها اشاره می‌شوید:

### فیلترهای اصلاح کیفیت (دمای رنگ)

#### فیلتر فرابنفش
فیلتر فرابنفش یا UV شیشه‌ای شفاف است که پرتوهای فرابنفش خورشید را جذب می‌کند و مانع ورود آن‌ها به دوربین می‌شود. در واقع این فیلتر با جذب پرتوهای فرابنفش باعث شفاف‌تر شدن تصویر می‌شود و علاوه بر آن نقش محافظت از لنز و دوربین را دارد.

#### فیلتر پولارایزر

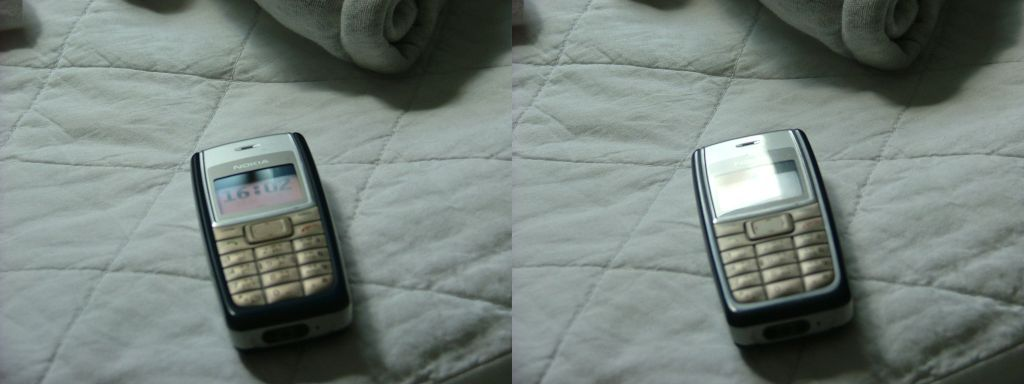
کاربرد فیلتر پولارایزر. عکس سمت راست بدون استفاده از فیلتر است و در عکس سمت چپ از فیلتر پولارایزر استفاده شده که پرتوهای اضافه را حذف نموده‌است.

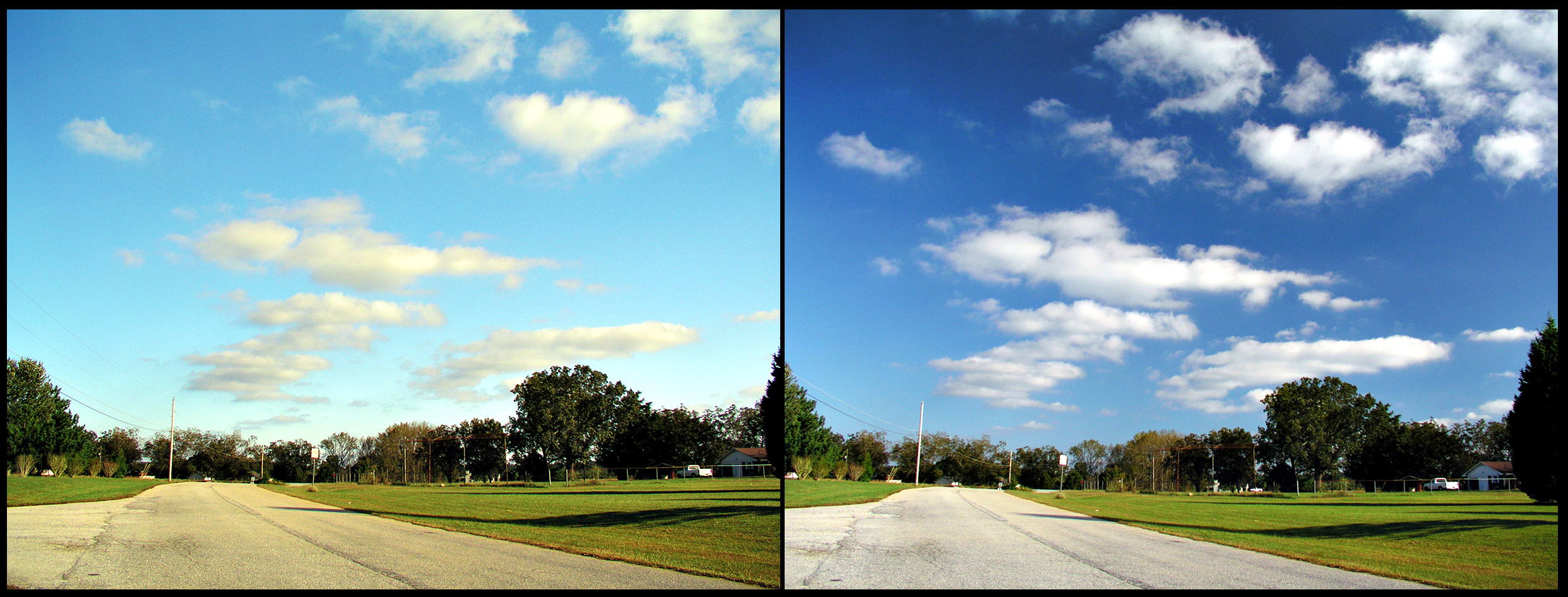
تاثیر فیلتر پولارایرز بر رنگ آبی آسمان. عکس سمت چپ بدون فیلتر و عکس سمت راست با استفاده از فیلتر پولارایزر

نور، خاصیتی به نام «پولاریته» (قطبیت) دارد که زاویهٔ محور موج الکتریکی نور را با محور مبنا مشخص می‌کند. نور در همهٔ جهات و زوایا حرکت و به سطح اشیا برخورد می‌کند و سپس در همهٔ جهات ممکن، منعکس می‌شود. اما در سطوح غیرفلزی و مخصوصاً آب و شیشه، امواج نوری پس از برخورد با سطح آن‌ها فقط در یک جهت انعکاس پیدا می‌کنند که اصطلاحاً می‌گویند، امواج پلاریزه یا قطبی شده‌اند.
فیلتر پولارایزر که از دو صفحه شیشه‌ای متحرک تشکیل شده‌است، مانع و سدی بر سر راه این امواج ایجاد و از ورود آن‌ها به دوربین جلوگیری می‌کند. در نتیجه می‌شود با استفاده از فیلتر پولارایزه انعکاس‌ها را حذف کرد. تصاویری که با این فیلتر گرفته می‌شوند، واضح تر و دارای غلظت رنگ بالاتری هستند.
یکی دیگر از تأثیرات این فیلتر روی رنگ آبی آسمان است که کنتراست آسمان را افزایش می‌دهد.

#### فیلتر اسکای لایت (s.l)
فیلتر اسکای لایت عملکرد شبیه فیلتر فرابنفش دارد. یعنی می‌تواند جهت جلوگیری از نفوذ پرتو فرابنفش بکار رود. این فیلتر یک تون صورتی کمرنگ در عکس ایجاد می‌کند ولی فیلتر فرابنفش تون آبی کمرنگ در عکس پدید می‌آورد.

### فیلترهای اصلاح کمّیت (میزان نور)

#### فیلترهای کاهنده نور
فرض کنید در زیر آفتاب شدید می‌خواهیم از جسمی عکس‌برداری کنیم، و فضای اطراف سوژه پر از عناصر دیدگانی است، و در صورت ثبت واضح آن‌ها بر روی فیلم، تصویر سوژه مورد نظر ما در آن میان به چشم نیامده و منظور ما پنهان خواهد بود. در این صورت چاره‌ای جز باز کردن دیافراگم به منظور کاهش عمق میدان نداریم؛ ولی نور موجود صحنه حتی با سرعت شاتر ۲۰۰۰/۱ ثانیه نیز برای ثبت یک اکسپوز کم عمق زیاد بوده و این کار غیرقابل انجام است. در این حالت ما راهی جز کاهش نور ورودی نداریم. این کار در هر نوع فیلم و اسلاید با فیلترهای کاهنده نور ND امکان‌پذیر می‌باشد. فیلترهای کاهنده نور، فیلترهای خاکستری رنگی هستند که جز کاهش نور ورودی هیچ تأثیری بر تنالیته رنگ‌ها ندارند.

## فیلتر در عکاسی سیاه و سفید
از فیلترهای رنگی در عکاسی سیاه و سفید برای اثرگذاری و تغییر رنگ درجه‌های مختلف و همچنین تغییر در کنتراست آن‌ها استفاده می‌شود.

## فیلتر قطبی کننده
صافی قطبی‌کننده (Polarizing Filter) ابزاری قدرتمند در سینما است که به فیلم‌سازان اجازه می‌دهد تا کنترل دقیق‌تری بر نور و رنگ‌های تصویر داشته باشند. این فیلتر با کاهش انعکاس نور از سطوح غیر فلزی مانند آب، شیشه و برگ‌ها، کنتراست تصویر را افزایش داده و رنگ‌ها را غنی‌تر می‌کند.